# Tournoi d'ouverture du championnat de Colombie de football 2015
Navigation
Tournoi précédent Tournoi suivant
Le tournoi d'ouverture de la saison 2015 du Championnat de Colombie de football est le premier tournoi de la soixante-huitième édition du championnat de première division professionnelle en Colombie. Les vingt meilleures équipes du pays disputent le championnat semestriel qui se déroule en deux phases :
- lors de la phase régulière, les équipes s'affrontent une fois plus une rencontre face à une formation du même secteur géographique.
- la phase finale du tournoi Ouverture se joue sous forme de coupe, avec quarts, demis et finale en matchs aller-retour.

C'est le Deportivo Cali qui remporte le tournoi après avoir battu l'Independiente Medellin lors de la finale. C'est le 9e titre de champion de Colombie de l'histoire du club.

## Qualifications continentales
Le vainqueur du tournoi Ouverture se qualifie pour la phase de groupes de la prochaine édition de la Copa Libertadores. 

## Les clubs participants
| - Independiente Santa Fe - CD Los Millonarios - Envigado FC - Deportes Tolima - Once Caldas - Independiente Medellin - Boyacá Chicó - Águilas Pereira - Jaguares de Córdoba Fútbol Club - Promu de Torneo Aguila - Cortuluá - Promu de Torneo Aguila | - Atlético Nacional - Atlético Huila - Patriotas FC - Alianza Petrolera - Deportivo Pasto - Universidad Autónoma del Caribe FC - Cúcuta Deportivo - Promu de Torneo Aguila - Deportivo Cali - Atlético Junior - CD La Equidad |

## Compétition
Le barème utilisé pour établir l'ensemble des classements est le suivant :
- Victoire : 3 points
- Match nul : 1 point
- Défaite : 0 point

### Phase régulière

#### Classement
| Rang | Équipe                             | Pts | J  | G  | N  | P  | Bp | Bc | Diff |
| ---- | ---------------------------------- | --- | -- | -- | -- | -- | -- | -- | ---- |
| 1    | Atlético Huila                     | 41  | 20 | 12 | 5  | 3  | 33 | 22 | +11  |
| 2    | Envigado FC                        | 36  | 20 | 10 | 6  | 4  | 21 | 13 | +8   |
| 3    | Deportivo Cali                     | 35  | 20 | 10 | 5  | 5  | 36 | 24 | +12  |
| 4    | Independiente Medellín             | 35  | 20 | 10 | 5  | 5  | 31 | 22 | +9   |
| 5    | CD Los Millonarios                 | 34  | 20 | 9  | 7  | 4  | 36 | 23 | +13  |
| 6    | Atlético Nacional                  | 34  | 20 | 10 | 4  | 6  | 33 | 24 | +9   |
| 7    | Deportes Tolima                    | 33  | 20 | 9  | 6  | 5  | 29 | 16 | +13  |
| 8    | Atlético Junior                    | 33  | 20 | 9  | 6  | 5  | 27 | 16 | +11  |
| 9    | Independiente Santa FeT            | 31  | 20 | 8  | 7  | 5  | 29 | 19 | +10  |
| 10   | Águilas Pereira                    | 30  | 20 | 8  | 6  | 6  | 23 | 16 | +7   |
| 11   | Patriotas FC                       | 27  | 20 | 7  | 6  | 7  | 17 | 18 | -1   |
| 12   | CD La Equidad                      | 26  | 20 | 6  | 8  | 6  | 21 | 21 | 0    |
| 13   | Once Caldas                        | 23  | 20 | 5  | 8  | 7  | 29 | 32 | -3   |
| 14   | CortuluáP                          | 21  | 20 | 5  | 6  | 9  | 22 | 25 | -3   |
| 15   | Jaguares de Córdoba Fútbol ClubP   | 21  | 20 | 5  | 6  | 9  | 21 | 32 | -11  |
| 16   | Alianza Petrolera                  | 20  | 20 | 3  | 11 | 6  | 17 | 22 | -5   |
| 17   | Boyacá Chicó                       | 17  | 20 | 3  | 8  | 9  | 16 | 29 | -13  |
| 18   | Cúcuta DeportivoP                  | 15  | 20 | 2  | 9  | 9  | 16 | 33 | -17  |
| 19   | Universidad Autónoma del Caribe FC | 15  | 20 | 3  | 6  | 11 | 13 | 30 | -17  |
| 20   | Deportivo Pasto                    | 9   | 20 | 2  | 3  | 15 | 11 | 44 | -33  |

|  | Qualification pour la phase finale  |
|  | T : Tenant du titre P : Promu de D2 |

### Phase finale
|  | Quarts de finale       | Quarts de finale       | Quarts de finale       | Quarts de finale       |                    |                    | Demi-finales | Demi-finales | Demi-finales | Demi-finales |  |  | Finale | Finale | Finale | Finale |
|  |                        |                        |                        |                        |                    |                    |              |              |              |              |  |  |        |        |        |        |
|  |                        |                        |                        |                        |                    |                    |              |              |              |              |  |  |        |        |        |        |
|  |                        |                        |                        |                        |                    |                    |              |              |              |              |  |  |        |        |        |        |
|  | CD Los Millonarios     | CD Los Millonarios     | 4                      | 2                      |                    |                    |              |              |              |              |  |  |        |        |        |        |
|  | CD Los Millonarios     | CD Los Millonarios     | 4                      | 2                      |                    |                    |              |              |              |              |  |  |        |        |        |        |
|  | Envigado FC            | Envigado FC            | 0                      | 3                      |                    |                    |              |              |              |              |  |  |        |        |        |        |
|  | Envigado FC            | Envigado FC            | 0                      | 3                      | CD Los Millonarios | CD Los Millonarios | 3            | 0 (3)        |              |              |  |  |        |        |        |        |
|  |                        |                        |                        |                        | CD Los Millonarios | CD Los Millonarios | 3            | 0 (3)        |              |              |  |  |        |        |        |        |
|  |                        |                        | Deportivo Cali tab     | Deportivo Cali tab     | 2                  | 1 (4)              |              |              |              |              |  |  |        |        |        |        |
|  | Atlético Nacional      | Atlético Nacional      | Deportivo Cali tab     | Deportivo Cali tab     | 2                  | 1 (4)              | 3            | 0            |              |              |  |  |        |        |        |        |
|  | Atlético Nacional      | Atlético Nacional      |                        |                        |                    |                    |              | 0            |              |              |  |  |        |        |        |        |
|  | Deportivo Cali         | Deportivo Cali         | 3                      | 1                      |                    |                    |              |              |              |              |  |  |        |        |        |        |
|  | Deportivo Cali         | Deportivo Cali         | 3                      | 1                      | Deportivo Cali     | Deportivo Cali     | 1            | 1            |              |              |  |  |        |        |        |        |
|  |                        |                        |                        |                        | Deportivo Cali     | Deportivo Cali     | 1            | 1            |              |              |  |  |        |        |        |        |
|  |                        |                        | Independiente Medellín | Independiente Medellín | 0                  | 1                  |              |              |              |              |  |  |        |        |        |        |
|  | Deportes Tolima        | Deportes Tolima        | Independiente Medellín | Independiente Medellín | 0                  | 1                  | 2            | 3            |              |              |  |  |        |        |        |        |
|  | Deportes Tolima        | Deportes Tolima        |                        |                        |                    |                    |              |              |              |              |  |  |        |        |        |        |
|  | Atlético Huila         | Atlético Huila         | 1                      | 2                      |                    |                    |              |              |              |              |  |  |        |        |        |        |
|  | Atlético Huila         | Atlético Huila         | 1                      | 2                      | Deportes Tolima    | Deportes Tolima    | 0            | 1            |              |              |  |  |        |        |        |        |
|  |                        |                        |                        |                        | Deportes Tolima    | Deportes Tolima    | 0            | 1            |              |              |  |  |        |        |        |        |
|  |                        |                        | Independiente Medellín | Independiente Medellín | 0                  | 3                  |              |              |              |              |  |  |        |        |        |        |
|  | Atlético Junior        | Atlético Junior        | Independiente Medellín | Independiente Medellín | 0                  | 3                  | 0            | 0            |              |              |  |  |        |        |        |        |
|  | Atlético Junior        | Atlético Junior        |                        |                        |                    |                    |              | 0            |              |              |  |  |        |        |        |        |
|  | Independiente Medellín | Independiente Medellín | 3                      | 1                      |                    |                    |              |              |              |              |  |  |        |        |        |        |
|  | Independiente Medellín | Independiente Medellín | 3                      | 1                      |                    |                    |              |              |              |              |  |  |        |        |        |        |
|  |                        |                        |                        |                        |                    |                    |              |              |              |              |  |  |        |        |        |        |

## Bilan de la saison
| Championnat de Colombie de football 2015 |                           |
| Champion                                 | Deportivo Cali (9e titre) |
| Qualifications continentales             |                           |
| Copa Libertadores 2016                   | Deportivo Cali            |
| Promotions et relégations                |                           |
| Promus en Liga Aguila                    | Aucun                     |
| Relégués en Torneo Aguila                | Aucun                     |